# بيزال (بافيا)
بيزال (بالإيطالية: Pizzale)‏ هي بلدة تقع في مقاطعة بافيا بإقليم لومبارديا في شمال إيطاليا. تبلغ مساحة هذه المدينة 7.3 (كم²)، وترتفع عن سطح البحر 728 م، بلغ عدد سكانها 643 نسمة في عام 2004 حسب إحصاء المعهد الوطني للإحصاء.

## السكان
في سنة 1861 بلغ عدد السكان 996 نسمة، وتطور العدد ليصل في سنة 2011 لـ 722 نسمة.
يظهر هذا المخطط البياني تطور النمو السكاني لـ بيزال (بافيا)

## وصلات خارجية
- الموقع الرسمي